# WEEKEND FOR-REST
『WEEKEND FOR-REST』（ウィークエンド・フォーレスト）は、2012年4月1日から2017年3月26日までFM802で放送されていたラジオ番組。DJは平野聡。

## 概要
2012年4月改編により、同月1日から開始された番組。朝の森のような爽やかでゆったりとした1日の始まりを、音楽とトークで届けるといった生放送番組であった。また、週末に向けたイベントや映画などの情報も紹介していた。
土日5・6時台の生放送番組は『WEEKEND A-GO-GO』以来2年9ヶ月ぶりである。
2017年3月26日をもって終了。後続番組は『WEEKEND PLUS』。

## 放送時間
- 土・日曜 5:00 - 7:00[注 1]

## 主なコーナー
パリっとシネマ
土曜6時台
最新の映画情報を紹介していた。
気ままにPARK LIFE
日曜
お出かけの参考になる情報を紹介していた。